# Ana de Sade
Ana Luisa Trewartha Durán  (1952-26 de septiembre de 1999), más conocida como Ana de Sade, fue  una actriz de cine mexicana reconocida por sus apariciones en películas como La montaña sagrada (1973), ¿No oyes ladrar los perros? (1975), Celestina, La venganza de un hombre llamado Caballo (1976) y Caveman (1981), cinta protagonizada por Ringo Starr.

## Carrera
En 1973 la actriz hizo parte del elenco de la coproducción mexicano-estadounidense La montaña sagrada, dirigida por Alejandro Jodorowsky. En la película interpretó a una prostituta. Su aplaudida actuación en la cinta la llevó a integrar el reparto de Yo escapé de la isla del diablo en septiembre de ese mismo año. Dos años más tarde interpretó a Jacinta en la película ¿No oyes ladrar los perros?, adaptación del cuento del mismo nombre de Juan Rulfo dirigida por François Reichenbach. En 1976 encarnó a Lucrecia en la adaptación cinematográfica de La Celestina, titulada simplemente Celestina, bajo la dirección de Miguel Sabido.
Tras actuar en algunas películas a comienzos de la década de 1980 como Alto riesgo, Caveman y El triunfo de un hombre llamado Caballo, Ana incursionó en el género de la comedia erótica mexicana, con apariciones en producciones como Las lupitas, El día de los albañiles y Tres mexicanos ardientes, donde compartió reparto con reconocidos actores del género como Alfonso Zayas, Luis de Alba, Gerardo Zepeda, Lina Santos y Alberto Rojas "El caballo". Una de sus últimas actuaciones conocidas se dio en la comedia de 1989 Mi compadre Capulina, dirigida por Víctor Ugalde.
Falleció en la Ciudad de México alejada del medio artístico a los 47 años de edad, a causa de una neumonía hipostática  

## Filmografía
| - 1989 - Mi compadre Capulina - 1987 - Los Ojos del Muerto - 1987 - El tesoro de San Lucas - 1986 - Tres mexicanos ardientes - 1984 - Arizona - 1984 - El día de los albañiles - 1984 - Las lupitas - 1983 - El triunfo de un hombre llamado Caballo - 1982 - Sorceress - 1981 - Oficio de tinieblas - 1981 - Alto riesgo - 1981 - Caveman | - 1981 - Las mujeres de Jeremías - 1980 - Perro callejero - 1980 - Cabo Blanco - 1979 - Los indolentes - 1977 - Deseos - 1976 - Celestina - 1976 - La venganza de un hombre llamado Caballo - 1975 - ¿No oyes ladrar los perros? - 1973 - Yo escapé de la isla del diablo - 1973 - La montaña sagrada |